# Centrale thermique de Kostroma
La centrale thermique de Kostroma est une centrale thermique dans l'oblast de Kostroma en Russie.